# 트레저 아일랜드 미디어
트레저 아일랜드 미디어(Treasure Island Media)는 샌프란시스코에 본사를 둔 미국의 게이 포르노 제작사이다. 1998년 폴 모리스에 의해 설립되었다. 기업의 이름은 모리스가 좋아하는 동화인 《보물섬》에서 따온 것이다.